# Psychotria duckei
Psychotria duckei är en måreväxtart som beskrevs av Paul Carpenter Standley. Psychotria duckei ingår i släktet Psychotria och familjen måreväxter. Inga underarter finns listade i Catalogue of Life.